# UTC+05:45

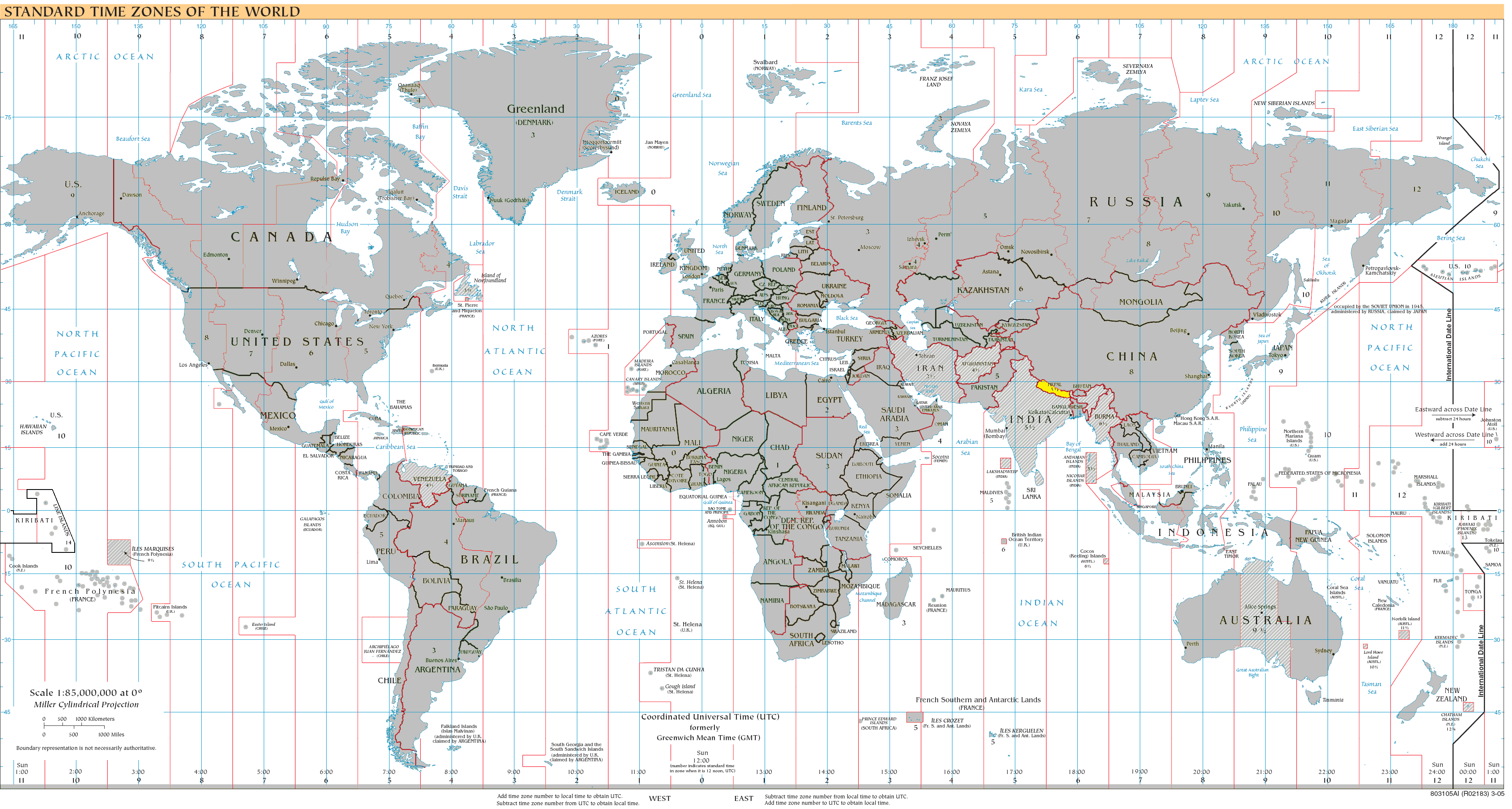
Az UTC+5:45 területei:

Az UTC+05:45 egy időeltolódás, amely öt órával és 45 perccel van előrébb az egyezményes koordinált világidőtől (UTC).

## Alap időzónaként használó terület (egész évben)

### Ázsia
- Nepál

Nepál 1986 óta használja ezt az időeltolódást, korábban a Nepal Time (Nepáli idő) az UTC+5:40 időeltolódásba tartozott.

## Időzónák ebben az időeltolódásban
| Időzóna neve angolul | Időzóna neve magyarul | Időzóna rövidítése |
| -------------------- | --------------------- | ------------------ |
| Nepal Time           | Nepáli idő            | NPT                |

## Fordítás
Ez a szócikk részben vagy egészben  az   UTC+05:45 című angol Wikipédia-szócikk ezen változatának fordításán alapul.  Az eredeti cikk szerkesztőit annak laptörténete sorolja fel. Ez a jelzés csupán a megfogalmazás eredetét és a szerzői jogokat jelzi, nem szolgál a cikkben szereplő információk forrásmegjelöléseként.

## Kapcsolódó szócikk
- UTC+05:40